# Thiépine
Une thiépine est un hétérocycle à sept atomes non saturé, comportant un atome de soufre et six atomes de carbone. 
Les benzothiépines  sont des dérivés des thiépines, comportant un cycle de benzène fusionné avec l'hétérocycle, les dibenzothiépines, comme la dosulépine et la zotépine en possédant deux.

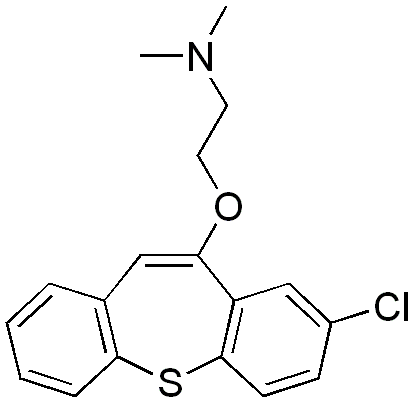
Structure chimique structure de la zotepine, une dibenzothiépine